# جون إبراهيم
جون إبراهيم (بالإنجليزية: John Ibrahim)‏ هو مالك ملهى ليلي ‏ أسترالي، ولد في 25 أغسطس 1970.